# Ярослав Ружанський
Ярослав Ружаньський (пол. Jarosław Różański; нар. 29 серпня 1976, м. Новий Торг, Польща) — польський хокеїст, захисник або нападник.
Вихованець хокейної школи «Подгале» (Новий Торг). Виступав за «Подгале» (Новий Торг), КХТ «Криниця», «Заглемб'є» (Сосновець) і «Унія» (Освенцим). У регулярному чемпіонаті Польщі — 937 матчів (388+461), у плейоф — 114 (23+40)
У складі національної збірної Польщі учасник чемпіонатів світу 2001 (дивізіон I), 2002, 2003 (дивізіон I), 2004 (дивізіон I), 2005 (дивізіон I), 2006 (дивізіон I), 2007 (дивізіон I), 2008 (дивізіон I) і 2010 (дивізіон I). У складі молодіжної збірної Польщі учасник чемпіонату Європи 1993 і 1994, чемпіонату світу 1995 (група B). 
Чемпіон Польщі (1995, 1996, 1997, 2007), срібний призер (1998, 2000, 2004), бронзовий призер (1999, 2006, 2008, 2009, 2015, 2016, 2018). Володар Кубка Польщі (2004, 2005). Чемпіон Інтерліги (2004).
З 2019 року входить до тренерського штбу «Подгале».